# Chandernagore
Chandernagore es una localidad de Trinidad y Tobago, que forma parte de la región de Couva-Tabaquite-Talparo.

## Geografía
La localidad abarca parte de la isla Trinidad y limita al norte con la localidad de Chaguanas (perteneciente al borough de su mismo nombre), al sur con Carapichaima y Agostini Village, al este con Edinburgh Village y Carlsen Field y al oeste con Carapichaima.

## Demografía
Datos demográficos de la localidad de Chandernagore:
| Gráfica de evolución demográfica de Chandernagore entre 2000 y 2011 |
|                                                                     |